# 広西医科大学
広西医科大学（こうせいいかだいがく、英語: Guangxi Medical University）は、広西チワン族自治区南寧市青秀区に本部を置く中華人民共和国の国立大学。1934年創立、1953年大学設置。

## 概要
前身は1934年7月に設立されの広西省立医学院まで遡る。現在は南寧メインキャンパス、南寧-武明キャンパス、玉林キャンパス、国際医学教育交流研究センター（建設中の武祥キャンパス）の4つのキャンパスで構成されている。広西医科大学に最も近い地下鉄駅は地下鉄1号線の南湖駅。
中華人民共和国教育部と広西チワン族自治区人民政府の共同運営している大学の一つである。また、広西医科大学第二附属病院は、広西省チワン族自治区における最初の航空救急医学の拠点であると共に航空医学救助訓練の拠点でもある。
広西医科大学附属南寧市伝染病医院（南寧市第四人民医院）は、エイズ臨床研修拠点であると共にさまざまな法定感染症および新興感染症治療の指定病院。中国人民解放軍総合医院第五医学センターとの共同病院の機能を持っている。

## 沿革
- 1903年 前身の米国宣教師病院だった柳州市工人医院（現・広西医科大学第七附属病院）が開院。
- 1914年 南寧市第一人民医院（現・広西医科大学の第五附属病院）が開院。
- 1934年7月 前身の広西省立医学院が開校。
- 1935年 口腔医学院の前身である口腔科が開設。
- 1938年 貴港市人民医院（現・広西医科大学第八附属病院）が開院。
- 1937年2月 広西軍事医学学校へ省政府と国民革命軍新編第四軍の命令により軍医学校となる。
- 1939年 広西省立医薬専科学校へ改称し医薬専科学校となる。併せて百色市田陽区に避難移転。
- 1939年9月 広西省立医学院と改称し省立の大学医学部となる。
- 1940年 桂林に移転。
- 1946年 柳州市柳鉄中心医院（現・広西医科大学附属柳鉄中心医院）が開院。
- 1949年11月22日 広西省医学院に改称。
- 1952年 南寧第2人民病院（現・広西医科大学の第三附属病院）が開院。
- 1953年4月 広西医学院に改称。
- 1954年 広西チワン族自治区民族医院（現・広西医科大学附属広西民族医院）が開院。
- 1954年7月 南寧市に戻る。
- 1959年 南寧市第四人民医院（現・広西医科大学附属南寧市伝染病医院）が開院。
- 1993年 広西医科大学附属口腔医院が開院。
- 1996年5月 広西医科大学に改称。
- 2003年3月 広西医科大学第二附属病院が開設。同年10月、広西医科大学第一附属病院と合併。
- 2017年1月 広西医科大学第一附属病院から広西医科大学第二附属病院として再分離。
- 2020年4月 広西医科大学附属開元埌東医院が開院。[1]

## 学部
- 第一臨床医学院
- 第二臨床医学院
- 肿瘤医学院
- 口腔医学院
- 基礎医学院
- 公共衛生学院
- 看護学院
- 薬学院
- 国際教育学院
- 継続教育学院
- 人文社会科学学院
- 外国語学院
- 全科医学院
- 信息与管理学院
- 高等職業技術学院
- 体育部
- 生命科学研究院
- マルクス主義学院
- 武鳴臨床医学院

直属部門
- 図書館
- 情報センター
- 文書資料館 （檔案館）
- 動物実験センター
- 医学実験センター
- 広西医科大学ジャーナル編集部

## 附属医院
- 広西医科大学第一附属医院
- 広西医科大学第二附属医院（第二臨床医学院）
- 広西医科大学第三附属医院（南寧市第二人民医院）
- 広西医科大学第四附属医院（柳州市工人医院）
- 広西医科大学第五附属医院（南寧市第一人民医院）
- 広西医科大学第六附属医院（玉林市第一人民医院）
- 広西医科大学第七附属医院（梧州市工人医院）
- 広西医科大学第八附属医院（貴港市人民医院）
- 広西医科大学第九附属医院（北海市人民医院）
- 広西医科大学第十附属医院（欽州市第一人民医院）
- 広西医科大学附属腫瘍医院 (広西壮族自治区腫瘍医院、広西壮族自治区腫瘍予防研究所、広西壮族自治区癌センター)
- 広西医科大学附属口腔医院（口腔医学院）
- 広西医科大学附属武鳴医院
- 広西医科大学附属開元埌東医院
- 広西医科大学附属広西民族医院  （広西チワン族自治区民族医院）
- 広西医科大学附属南寧市伝染病医院（南寧市第四人民医院）
- 広西医科大学附属柳鉄中心医院

## 対外関係

### 日本における協定校
- 岐阜大学
- 鳥取大学
- 熊本大学
- 琉球大学
- 国立病院機構 熊本医療センター（姉妹協定）

部局間学術交流協定
- 三重大学 医学部